# 功能余气量
功能余气量（功能残气量）（英語：FRC, Functional Residual Capacity）是指平静呼气之后肺中残余气体的容积。功能余气量反映了缓冲呼吸过程中肺泡中氧气和二氧化碳分压的过度变化。由于功能余气量的稀释作用，吸气时肺内氧气分压不致突然升得太高，而二氧化碳分压不致降得太低；呼气时，肺内氧气分压不会降得太低，而二氧化碳分压不致升得太高。这样，肺泡气和动脉血中的氧与二氧化碳的分压不会随呼吸而发生大幅度的波动，气体交换能相对稳定地进行。
功能余气量等于补呼气和余气量之和。70公斤正常成人男子的功能余气量约为2400毫升左右，它的多少影响着平静呼吸基线的位置。它的准确值无法通过一般的肺容量检测来测定，因为包括了余气量。精确测定余气量需要经过一次呼吸氮量试验、氦稀释法或人体体积描记法的测验。
功能余气量值升高说明患者可能患有呼吸道疾病，比如肺气肿。